# Църква „Св. Петър и Павел“ (Потсдам)
Вижте пояснителната страница за други значения на Свети апостоли Петър и Павел.
Католическата църква „Св. Петър и Павел“ се намира в идеалния център на гр. Потсдам (Германия).
Затваря ул. Бранденбургер Щрасе (Brandenburger Straße) на изток, в чийто край на запад стои потсдамската Бранденбургска врата. Днешната църковна сграда е била построена през 1870 г. и е служила едновременно както на енорията в Потсдам (която днес спада към Берлинската архиепископия), така и на католическите войници, които са били разположени в града. От 1992 г. има статут на пробстка църква (т. е. главна католическа църква на града).

## История
От създаването на Кралската пруска фабрика за пушки с производство в гр. Потсдам и гр. Шпандау (днес район на Берлин) от пруския крал Фридрих Вилхелм I през 1722 г. се започва набиране на квалифицирани работници, главно от оръжейните фабрики в католическия град Лиеж в Белгия. Те са били готови да се преселят в протестантска Прусия само при условие, че им се осигуряла свобода на вероизповеданието, включително пастор на родния им език и неговата издръжка. С кралски указ от 1722 г. това им било гарантирано, както и правото да отглеждат няколко крави. Кралят обаче отхвърлил искането им, да получат разрешение да си варят собствена бира. Около 200 души (26 майстора и няколко калфи със семействата им) в крайна сметка пристигнали в Потсдам, придружени от доминиканския отец Людовикус Бело (Белау) от манастира във Везел. Бело е пастор в Потсдам между 1720 г. и 1731 г., а също и в Шпандау от 1722 г. до 1727 г.. До разпускането на манастирите вследствие на секуларизацията (отделянето на църковните от държавните институции) около 1810 г. пастори са били доминиканци, а след това епархийски свещеници, спадащи към Вроцлавската архиепархия. Доминиканското селище формира мисионерска станция, която е била подчинена на „Апостолския викариат на Севера“. Със своята була „De salute animarum“ папа Пий VII предприема реорганизация на диоцезите и църковните провинции в Прусия през 1821 г. като част от цялостната реорганизация на католическите епархии в Германия след Виенския конгрес. Потсдам преминава от „Апостолския викариат на Севера“ към „Княз-епископската делегация за Бранденбург и Померания на епископията на Бреслау“ и става енория.
Католическите църковни служби за оръжейните работниците в Потсдам първоначално се провеждали в една от залите на Градския дворец, докато не бил построен бароковия предшественик на днешната църква по инициатива на доминиканския отец Раймунд Брунс, финансиран от крал Фридрих Вилхелм I и осветен през 1738 г. от Брунс. Божият храм е бил покровителстван от светците Петър и Павел. Той нямал църковна кула и се намирал на терена на Кралската фабрика за пушки. За олтара на тази църква са създадени картини от Антоан Пен, които са запазени и до днес. Църквата в Потсдам и църквата в Шпандау, построена през 1723/24 г., са първите новопостроени католически църкви в Прусия след реформацията; строителството на църквата „Света Хедвиг“ в Берлин започва през 1747 г.
След бидейки повече от сто години в употреба, тази първоначална църква била вече доста порутена и не била достатъчна за нуждите на постоянно нарастващата църковна общност. Още през 1856 г. Фридрих Август Щюлер предоставя планове за нова сграда, които след смъртта му са доразвити от Вилхелм Залценберг. Вместо планираната от Щюлер западна фасада с две кули-близнаци, Залценберг добавя камбанарийна кула, проектирана по италиански образец. Той променя олтарното помещение на църквата от полукръгла апсида, според плановете на Щюлер, в един затварящ елемент, състоящ се от три конхи, който е заимстван от Света София в Константинопол.
Върху новопридобитата площ трябвало да се направят насипи и изкопи на кладенци за отводняване, за да се гарантира необходимата стабилност за постройката. Алберт Бадстюбнер ръководил управлението на строителството.
Тържественото полагане на основния камък на сградата се провело на 04.06.1867 г. от протойерей Франц Ксавер Бейер. На 07.08.1870 г. строежът е завършен и е осветен от пробст Роберт Херцог.
Към края на Втората световна война църквата „Свети Петър и Павел“ е претърпяла щети по прозорците и покрива. Възстановяването на църквата, започнато от мирянската общност след войната, приключило на 27.06.1950 г. с нейната консекрация (освещение).
Между 2002 г. и 2006 г. от името на църковната общност нефът, покривът и камбанарийната кула са били ремонтирани в четири строителни етапа под ръководството на инженер Волфганг Щих.

## Архитектура
Архитектурният стил на църквата е еклетика. Използвани са елементи от византийски и романски стил, в закритите пространства също стилови елементи от неокласицизма. Най-забележителната черта на сградата, изградена от жълти тухли, е 64 метровата камбанарийна кула в италиански стил, построена по образец на камбанарията на църквата Сан Зенон във Верона, Италия. В галерията на кулата се намират три бронзови камбани, носещи имената „Мария“, „Петър и Павел“ и „Бенедикт“.
Апостолите Петър и Павел се издигат над главния вход на църквата, а помежду тях в средата е Мария с Христос като дете.
Планът на църквата е с формата на гръцки кръст и има външни размери около 65 метра на 38 метра.

## Орган
В емпорията се намира орган, изработен през 1936 г. от фирма „Александър Шуке“ с 41 регистъра.

## Енорията
Католическата енория има над 6100 члена. Освен провеждането на богослужения като напр. кръщенета, сватби, евхаристийни тържества и пр., религиозно обучение и пастирска грижа, енорията поддържа също така обществена библиотека, детска градина „Свети Петър и Павел“, старчески дом и (заедно с католическото братство „Алексиани“) болницата „Свети Йосиф“ в Потсдам.